# Raphaël Varane
Raphaël Xavier Varane (født 25. april 1993) er en fransk tidligere professionel fodboldspiller, som spillede som forsvarsspillere i sin karriere. Han anses som en af sin generations bedste forsvarsspillere, og var del af Frankrigs trup, som vandt Verdensmesterskabet i 2018.

## Klubkarriere

### Lens
Varane kom igennem ungdomsakademiet hos RC Lens, og gjorde sin professionelle debut for Lens den 6. november 2010. Den unge Varane overtog næsten med det samme fra hans debut en startplads hos Lens, som var desperat i fare for nedrykning. Varane spillede godt i resten af sæsonen, men trods dette, så rykkede Lens ned til Ligue 2.

### Real Madrid
Varane trak interesse fra flere klubber i Europa, men det var Real Madrid som fik overbevist Varane, og han skiftede til Los Blancos i juni 2011. Hans spilletid i sin debutsæson var begrænset, men han havde sit gennembrud for Madrid i 2012-13 sæsonen, hvor han imponerede stort, og spillede i store dele af sæsonen, trods at han stadig var en teenager. Hans 2012-13 sæson endte dog i skuffelse som resultat af en knæskade som holdte ham ude i 6 måneder.
2014-15 sæsonen ville blive den første sæson hvor at Varane spillede i en majoritet af Madrids kampe i La Liga. Han spillede en vigtig rolle på det Real Madrid mandskab som mellem 2015-16 og 2017-18 lavede historie, da de vandt Champions League tre gange i streg. Han blev i 2017-18 sæsonen nomineret til Ballon d'Or-prisen, hvor han sluttede på syvendepladsen. Han blev i sæsonen også inkluderet i UEFAs årets hold.

### Manchester United
Varane skiftede i august 2021 til Manchester United. Han scorede sit første mål for klubben den 2. maj 2022 i en 3-0 sejr over Brentford.
Han spillede for klubben frem til sommeren 2024, hvor at det blev annonceret, at han ville forlade ved kontraktudløb. Hans sidste kamp med klubben blev FA Cup-finalen imod Manchester City, hvor at United vandt 2-1.

### Como
Varane skiftede i juli 2024 til italienske Como på en fri transfer. Han debuterede for klubben den 11. august i en Coppa Italia-kamp imod Sampdoria, men led en knæskade i løbet af kampen. En måned senere annonceret Varane, at han stoppede spillerkarrieren på grund af skaden.

## Landsholdskarriere

### Ungdomslandshold
Varane har repræsenteret Frankrig på flere ungdomsniveauer.

### Seniorlandshold
Varane debuterede for Frankrigs landshold den 21. marts 2013. Han blev inkluderet i Frankrigs trup til VM i 2014. Turneringens endte dog i skuffelse for Varane, som var skyldig i Tysklands ene mål, da Frankrig røg ud til tyskerne i kvartfinalen. Trods den dårlige afslutning på turneringen, blev han nomineret til den bedste unge spiller ved turneringen, hvor han blev tredjepladsen.
Den 14. oktober 2014 var Varane anfører i en kamp imod Armenien, og den 21-årige Varane blev dermed den yngste spiller nogensinde til at være anfører for det franske landshold.
Han var inkluderet i Frankrigs trup til EM 2016, men måtte trække sig med skade, hvorpå han blev erstattet af Adil Rami.
Varane var igen del af Frankrigs trup til VM 2018. Varane spillede i hver eneste kamp i turneringen, da Frankrig nåede hele vejen til finalen, hvor de slog Kroatien, og dermed blev verdensmestre. Varane blev her kun den fjerde spiller nogensinde til at vinde både Champions League og verdensmesterskabet samme år.
Varane var del af Frankrigs trup til EM 2020 og VM 2022.
Varane annoncerede den 2. februar 2023 på sin Instagram-konto, at han ville gå på pension fra landsholdsfodbold. Han opnåede 93 kampe og scorede 5 mål i sin landsholdskarriere.

## Titler
Real Madrid
- La Liga: 3 (2011-12, 2016-17, 2019-20)
- Copa del Rey: 1 (2013-14)
- Supercopa de España: 3 (2012, 2017, 2019-20)
- UEFA Champions League: 4 (2013-14, 2015-16, 2016-17, 2017-18)
- UEFA Super Cup: 3 (2014, 2016, 2017)
- FIFA Club World Cup: 4 (2014, 2016, 2017, 2018)

Manchester United
- FA Cup: 1 (2023-24)
- EFL Cup: 1 (2022-23)

Frankrig
- Verdensmesterskabet: 1 (2018)
- UEFA Nations League: 1 (2020-21)

Individuelle
- FIFA FIFPro World11: 1 (2018)
- UEFA Årets hold: 1 (2018)
- UEFA Champions League Sæsonens hold: 1 (2017-18)
- FIFA Verdensmesterskabet Dream Team: 1 (2018)
- IFFHS Men's World Team: 1 (2018)

Ordener
- Æreslegionen: 2018